# Авл Юній Пастор Луцій Цезенній Сосп
Авл Юній Пастор Луцій Цезенній Сосп (лат. Aulus Iunius Pastor Lucius Caesennius Sospes; ? — після 165) — державний і військовий діяч Римської імперії, консул 163 року.

## Життєпис
Походив з італійського роду Юніїв Пасторів. Син Публія Юнія Пастора та Цезенній. Був всиновлений Луцієм Цезеннієм Соспетом, родичем матері.
Спочатку обіймав посаду одного з монетаріїв. Після цього очолив загін кіннотників легіону. Зробив гарну військову кар'єру, ставши легатом XIIII Парного легіону. Потім був квестором, народним трибуном, легатом проконсула в провінції Азія.
У 154 році став претором. З 156 до 159 року очолював XXII легіон Фортуни Первородної. У 159–162 роках як імператорський легат-пропретор керував провінцією Белгіка. У 163 році обіймав посаду консула разом з Марком Понтієм Леліаном. У 165 році його призначено відповідальним за стан громадських будівель Риму. Про подальшу долю немає відомостей.